# Maître de Waltensburg
Le Maître de Waltensburg est un artiste peintre de la première moitié du XIVe siècle et d'origine inconnue, qui a principalement travaillé dans les églises du canton des Grisons, en Suisse.

## Biographie
Bien que l'on ignore pratiquement tout de sa vie, on sait cependant qu'il reçut son surnom à la suite de son cycle de la Passion peint sur le mur nord de l'église réformée de Waltensburg en 1330. Propriétaire d'un atelier itinérant, il travaille également pour la cathédrale de Coire, au château de Brandis à Maienfeld, ainsi que dans les églises de Paspels, Clugin, Lüen et Rhäzüns.
Un musée consacré à son œuvre a été ouvert dans le village de Waltensburg/Vuorz.